# Höpfermühle
Höpfermühle ist eine Wüstung auf dem Gemeindegebiet von Wilhelmsthal im Landkreis Kronach (Oberfranken, Bayern).

## Geographie
Die Einöde lag auf einer Höhe von 379 m ü. NHN an der Grümpel in unmittelbarer Nachbarschaft zu dem im Westen gelegenen Wilhelmsthal. Im Süden befanden sich die Flurgebiete Mittelkamm und Hopfenmühlrangen.

## Geschichte
Gegen Ende des 18. Jahrhunderts gehörte die Höpfermühle zur Realgemeinde Birnbaum. Das Hochgericht übte das bambergische Centamt Kronach aus. Die Grundherrschaft über die Schneidmühle hatte das Kastenamt Kronach inne.
Mit dem Gemeindeedikt wurde Höpfermühle dem 1808 gebildeten Steuerdistrikt Birnbaum und der 1818 gebildeten Ruralgemeinde Steinberg zugewiesen. Nach 1888 wurde der Ort in den amtlichen Ortsverzeichnissen nicht mehr aufgelistet. In einer topographischen Karte von 1906 wurde der Ort noch verzeichnet.

### Einwohnerentwicklung
| Jahr      | 001818 | 001861 | 001871 | 001885 |
| Einwohner |        | 6      | 3      | 9      |
| Häuser    | 1      |        |        | 1      |
| Quelle    | [ 4 ]  | [ 7 ]  | [ 8 ]  | [ 9 ]  |

## Religion
Der Ort war rein katholisch und nach St. Stephan in Birnbaum gepfarrt.

## Weblink
- Höpferschneidmühle in der Ortsdatenbank des bavarikon, abgerufen am 20. August 2021.